# Islote Gómez
Die Islote Gómez ist eine Insel vor der Nordküste der Trinity-Halbinsel an der Spitze der Antarktischen Halbinsel. Sie liegt nördlich von Bulnes Island in der Gruppe der Duroch-Inseln vor dem Kap Legoupil.
Entdeckt und benannt wurde sie bei der 1. Chilenischen Antarktisexpedition (1947–1948). Namensgeber ist der chilenische General Teófilo Gómez Vera.